# Antonio Rico
Antonio Rico González (Tineo, Asturias, 26 de febrero de 1908 - 16 de diciembre de 1988) fue un maestro de ajedrez español.

## Resultados destacados en competición
Fue ocho veces campeón de Asturias en los años 1944, 1945, 1946, 1947, 1948, 1952, 1953 y 1956.
En 1934, empató para el 5.º-6.º puesto en el Torneo Gromer en Madrid. Después de la guerra civil española, ganó en la semifinal del Campeonato de España de Ajedrez celebrado en Madrid en el año 1942; ganó en la semifinal y empató por el 3.º-4.º puesto en la final de Bilbao del Campeonato de España de Ajedrez de 1945, que ganó Antonio Medina García. Otras importantes actuaciones fueron el segundo puesto en el torneo Nacional de Almería de 1948, la victoria en las Semifinales del Campeonato de España de 1949 en Albacete, y el primer puesto en las Semifinales del Campeonato de España de 1954 en Gijón.
Formó parte del equipo nacional en cuatro ocasiones: contra Portugal en 1946 y 1948; contra Argentina en 1946 y 1949. Llegó a la final del campeonato de España en siete ocasiones y fue campeó de España por equipos  de "Educación y Descanso". Fue nombrado en 1964 Maestro Nacional por la Federación Española. Como reconocimiento a sus méritos, la Federación Asturiana de Ajedrez le concedió el privilegio de jugar siempre en la primera categoría del ajedrez regional.
Antonio Rico participó en todas las ediciones del Torneo Internacional de Ajedrez desde 1944 a 1965: ganó en 1945 y en 1948; quedó 4.º en 1944, 1946 y 1955; y se clasificó el 9.º en 1947, 1949 y 1951. Además quedó 2.º, por detrás de Pérez, en Avilés en 1947.

## Partidas simultáneas
El 8 de septiembre de 1948, se enfrentó en una sesión de simultáneas contra 100 tableros en el patio de la antigua universidad de Oviedo, marcó el récord nacional en sesiones de simultáneas, permaneciendo imbatido hasta nuestros días. El resultado fue de +70 =13 -17.